# Чепмен, Майк
Майкл До́налд Чэ́пмен (Майк Чэпмен) (англ. Michael Donald Chapman; 13 апреля 1947, Намбор, Квинсленд, Австралия) — австралийский продюсер и автор песен, внесший большой вклад в развитие британской индустрии поп-музыки в 1970-х годах.
Вместе с деловым партнером Ники Чинном он создал серию хит-синглов для артистов групп "Sweet", «Suzi Quatro», «Smokie», "Mud" и др., создав звук, который стал отождествляться с брендом «Chinnichap». Позже он продюсировал прорывные альбомы для «Blondie» и «The Knack». Чэпмен получил медаль Ордена Австралии на праздновании Дня Австралии в 2014 году.

## Хиты
Следующие песни продюсированы вместе с Ники Чинном и занимавшие первое место в музыкальных чартах Великобритании:
- 1971:

New World: «Tom Tom Turnaround», «Kara Kara»
Sweet: «Funny Funny», «Co-Co», «Alexander Graham Bell»
- 1972:

New World: «Sister Jane»
Sweet: «Poppa Joe», «Little Willy», «Wig-Wam Bam»
- 1973:

Mud: «Crazy», «Hypnosis», «Dyna-Mite»
Suzi Quatro: «Can the Can», «48 Crash», «Daytona Demon»
Sweet: «Block Buster», «Hell Raiser», «The Ballroom Blitz»
- 1974:

The Arrows: «Touch Too Much»
Mud: «Tiger Feet», «The Cat Crept In», «Rocket», «Lonely This Christmas»
Suzi Quatro: «Devil Gate Drive», «Too Big», «The Wild One»
Sweet: «Teenage Rampage», «The Six Teens»
- 1975:

Mud: «The Secrets That You Keep», «Moonshine Sally»
Suzi Quatro: «Your Mama Won’t Like Me»
Smokie: «If You Think You Know How to Love Me», «Don’t Play Your Rock ‘N Roll to Me»
- 1976:

Smokie: «Something‘s Been Making Me Blue», «I‘ll Meet You At Midnight», «Living Next Door to Alice»
- 1977:

Suzi Quatro: «Tear Me Apart»
Smokie: «Lay Back in the Arms of Someone», «It‘s Your Life»
- 1978:

Suzi Quatro: «If You Can’t Give Me Love», «Stumblin’ In» (дуэт с Chris Norman)
Blondie: «Picture This», «Hanging on the Telephone»
Exile: «Kiss You All Over»
Racey: «Lay Your Love on Me»
Smokie: «For a Few Dollars More», «Oh Carol»
- 1979:

Suzi Quatro: «She’s in Love With You»
Blondie: «Heart of Glass», «Sunday Girl», «Dreaming», «Union City Blue»
Racey: «Some Girls»
- 1982:

Toni Basil: «Mickey»
- 1983:

Altered Images: «Don’t Talk to Me About Love» (продюсер), «Love to Stay» (продюсер)
Bow Wow Wow: «Do Ya Wanna Hold Me» (продюсер)
Huey Lewis and the News: «Heart and Soul»
Pat Benatar: «Love Is a Battlefield» (в соавторстве с Holly Knight)
- 1984:

Tina Turner: «Better Be Good to Me» (в соавторстве с Holly Knight)
- 1990:

Tina Turner: «The Best» (в соавторстве с Holly Knight), also reissued in 1993 as B-side to «I Don’t Wanna Fight No More»
- 1995:

Smokie featuring Roy 'Chubby' Brown: «Living Next Door to Alice» (spoof rendition).